# کیومرث هاشمی
کیومرث هاشمی (زادهٔ ۱ فروردین ۱۳۴۴ در ملایر) سیاستمدار و مدیر ورزشی ایرانی است که از سال ۱۴۰۲ تا ۱۴۰۳، سمت وزیر ورزش و جوانان را در دولت سیزدهم برعهده داشت.
وی معاون پیشین سازمان تربیت بدنی، قائم‌مقام پیشین وزیر آموزش و پرورش در دولت دهم و رئیس پیشین کمیته ملی المپیک ایران بوده است.

## پیشینه کاری
از جمله سمت‌های وی می‌توان به معاونت تربیت بدنی شهرستان ملایر در سال‌های ۱۳۷۳ تا ۱۳۷۶، معاون مدیرکل تربیت بدنی استان همدان در سال ۱۳۷۶، مدیرکل تربیت بدنی استان همدان در سال‌های ۱۳۷۶ تا ۱۳۷۹، معاون دفتر آمار و اطلاعات سازمان تربیت‌بدنی در سال ۱۳۸۰، مدیرکل تربیت بدنی استان یزد از سال ۱۳۸۱ تا ۱۳۸۳، مدیرکل دفتر امور مشترک فدراسیون ورزشی کشور در سال‌های ۱۳۸۲ تا ۱۳۸۴، دبیر هیئت مرکزی گزینش سازمان تربیت بدنی کشور در سال‌های ۱۳۸۳ تا ۱۳۸۹، مدیرکل دفتر بازرسی و پاسخگویی به شکایات تربیت بدنی کشور در سال ۱۳۸۵، معاون سازمان و رئیس مرکز توسعه ورزش قهرمانی کشور در سال ۱۳۸۵ و رئیس شورای برون‌مرزی سازمان تربیت بدنی اشاره کرد.
سرپرستی فدراسیون فوتبال، رئیس ستاد مبارزه با دوپینگ کشور، دبیر شورای عالی المپیاد ورزش ایرانیان، نمایندهٔ ایران برای شرکت در جلسات کمیته بین‌المللی ورزش و تربیت بدنی سازمان یونسکو در سال‌های ۱۳۸۵ تا ۱۳۸۸ و قائم‌مقام وزیر در امور تربیت بدنی آموزش و پرورش در سال ۱۳۸۸ از دیگر سمت‌های وی بوده است.
هاشمی در انتخابات فدراسیون فوتبال در اسفند ۱۳۹۹ نیز شرکت کرد که در نهایت در دور دوم رأی‌گیری نتوانست بر شهاب‌الدین عزیزی خادم چیره شود.

## اقدامات دوران فعالیت
تدوین اساسنامه فدراسیون فوتبال از جمله برنامه‌های عملیاتی وی در دوران سرپرستی فدراسیون فوتبال است. از اقدامات وی در وزارت آموزش و پرورش می‌توان به جذب و استخدام ۱۵ هزار معلم متخصص تربیت بدنی در سراسر کشور نام برد. 
وی همچنین طرح اجباری کردن شنای کرال سینه در پایه سوم ابتدایی سراسر کشور را راه‌اندازی کرد که طی این برنامه در یک سال تحصیلی حدود یک میلیون دانش‌آموز در سراسر کشور شنای کرال سینه را به‌طور رایگان آموزش می‌دیدند.